# Červená Voda (district d'Ústí nad Orlicí)
Pour les articles homonymes, voir Červená Voda.
Červená Voda (en allemand : Rothwasser) est une commune du district d'Ústí nad Orlicí, dans la région de Pardubice, en Tchéquie. Sa population s'élevait à 3 007 habitants en 2024.

## Géographie
Červená Voda se trouve à 11 km à l'est de Jablonné nad Orlicí, à 26 km à l'est-nord-est d'Ústí nad Orlicí, à 69 km à l'est-sud-est de Hradec Králové et à 165 km à l'est de Prague.
La commune est limitée par Králíky au nord, par Malá Morava à l'est, par Písařov au sud-est, par Štíty au sud et par Výprachtice, Čenkovice et Orličky à l'ouest.

## Histoire
La première mention écrite de la localité date de 1481.

## Administration
La commune est divisée en huit sections :
- Bílá Voda
- Červená Voda
- Dolní Orlice
- Horní Orlice
- Mlýnice
- Mlýnický Dvůr
- Moravský Karlov
- Šanov

## Galerie

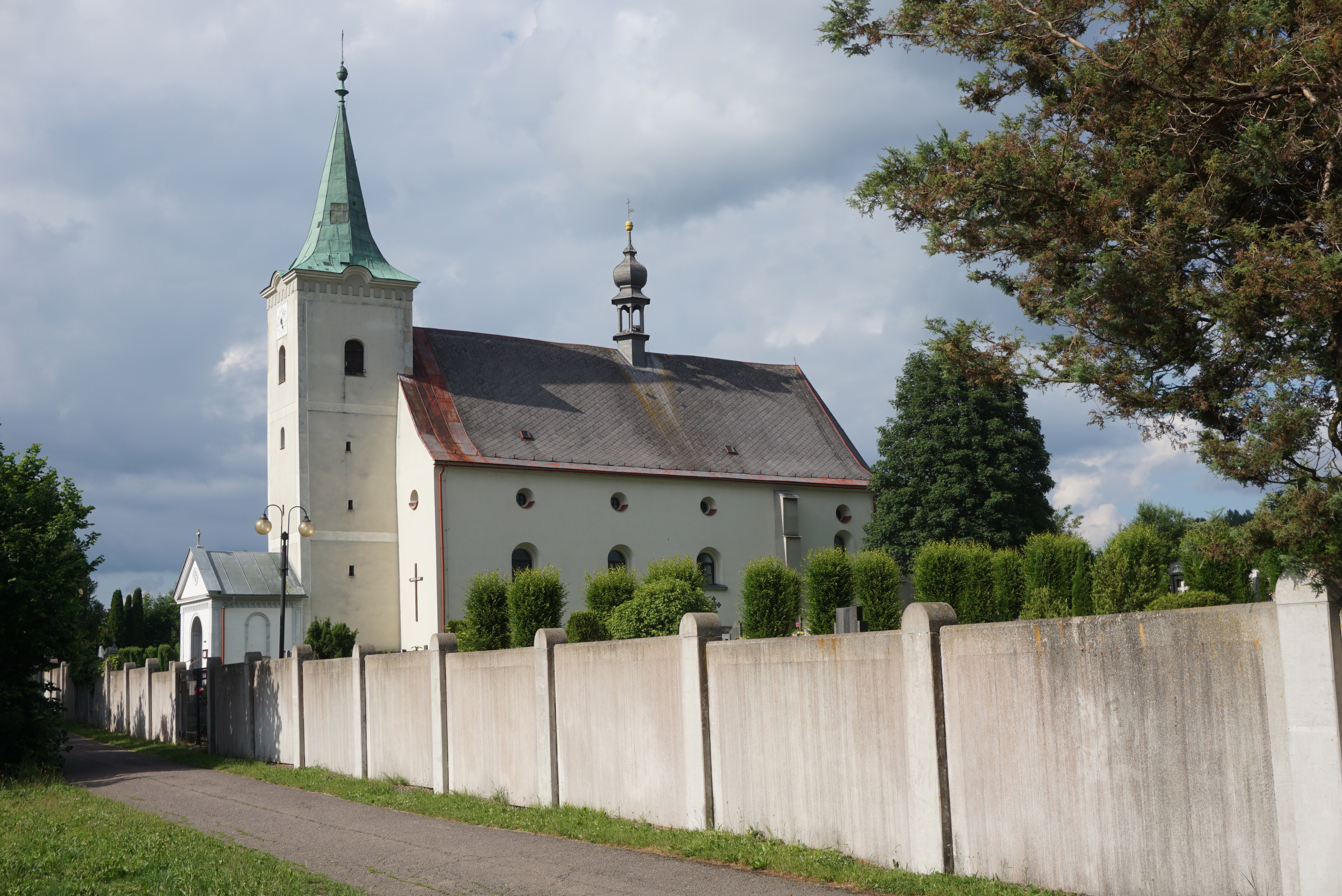
Červená Voda : église Saint-Mathieu.
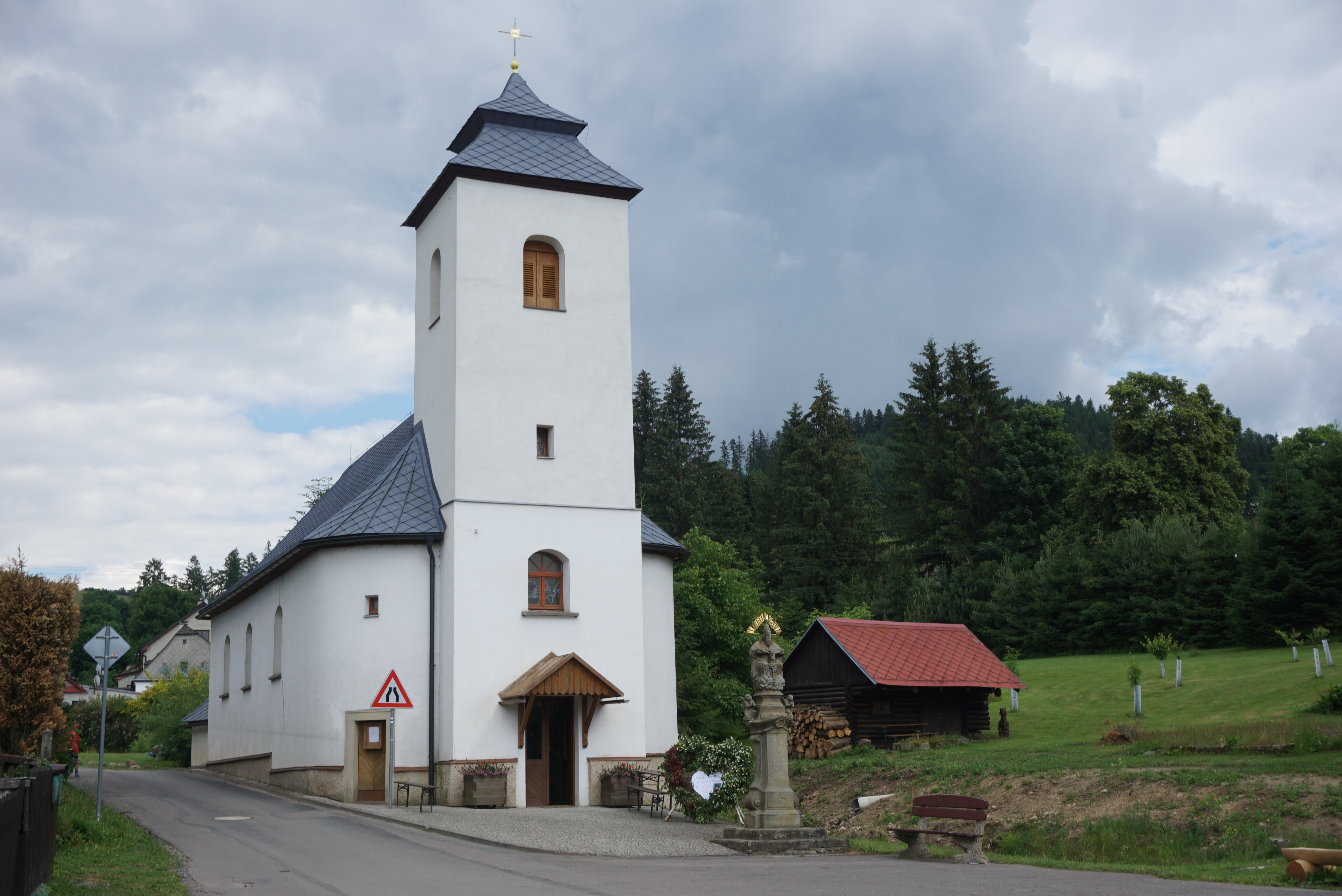
Église à Šanov.

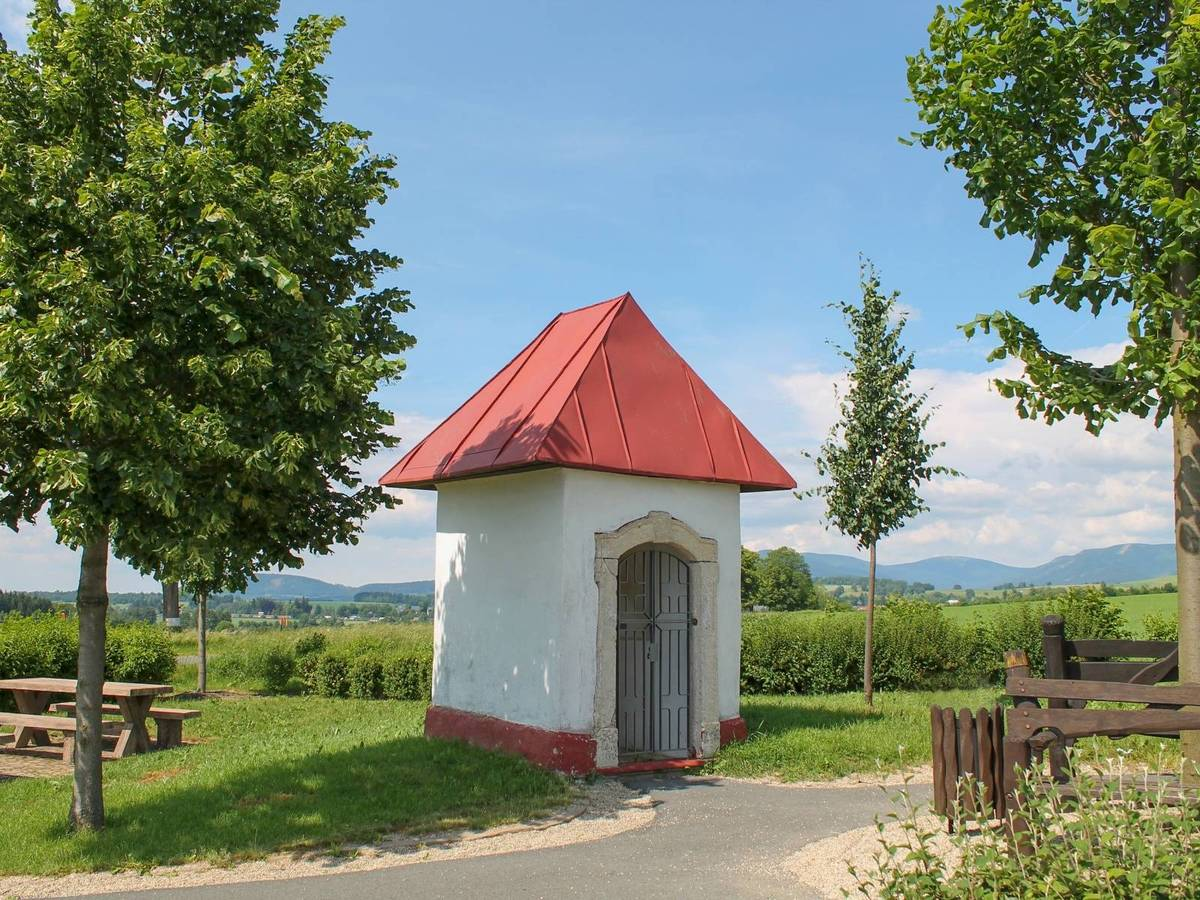
Chapelle à Dolní Orlice.
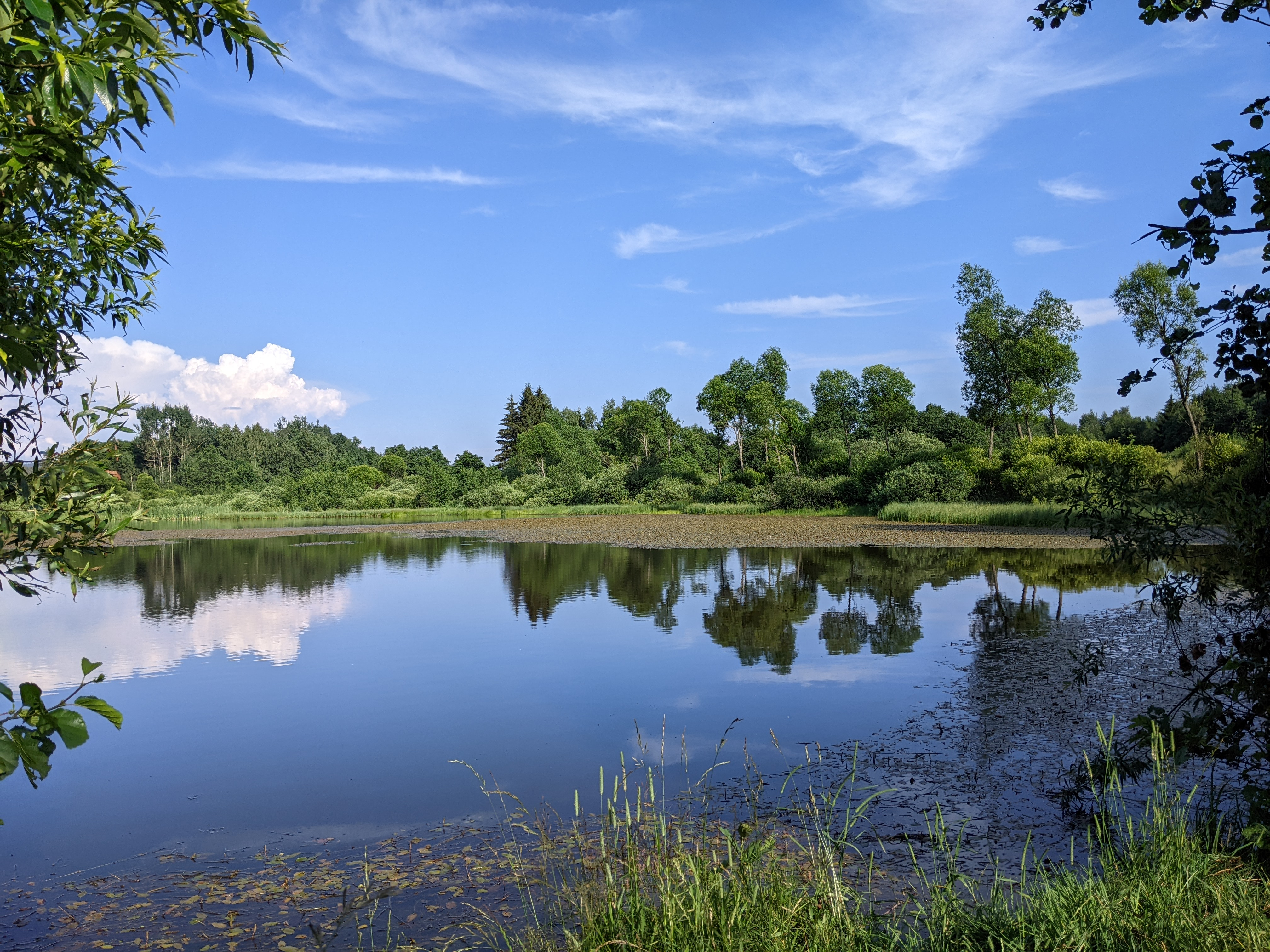
Réserve naturelle.

## Transports
Par la route, Červená Voda trouve à 6 km de Králíky, à 41 km de Ústí nad Orlicí, à 89 km de Pardubice et à 199 km de Prague. 

## Personnalité liée à la commune
- Jan Umlauf (1825-1916), peintre et photographe.